# Colégio Santo Agostinho (Belo Horizonte)
O Colégio Santo Agostinho é um tradicional estabelecimento de ensino privado brasileiro, localizado em Belo Horizonte, no bairro Santo Agostinho. Possui turmas que vão do primeiro ano da Educação Infantil até o terceiro ano do Ensino Médio.

## Histórico
O Colégio Santo Agostinho foi fundado em 1º de março de 1934, em Belo Horizonte, por padres agostinianos recém-chegados da Espanha. Nomeou o bairro que cresceu em seu entorno.
Além da unidade principal, em Belo Horizonte, onde estão matriculados cerca de 3.500 alunos, da educação infantil ao ensino médio, a instituição conta ainda com unidades em Contagem e Nova Lima (Região Metropolitana de Belo Horizonte), atendendo, no total, em torno de 7.200 alunos, sendo 1.700 em Contagem e 2 mil em Nova Lima.
Além disso, o Colégio Santo Agostinho, por meio da mantenedora Sociedade Inteligência e Coração (SIC), mantém a Escola Profissionalizante Santo Agostinho, no Barreiro, que oferece gratuitamente 23 cursos técnicos a 1.200 jovens.
A mantenedora responde também pela educação de jovens e adultos (EJA) no Colégio Frei Carlos Vicuña, em Contagem, e na Escola Profissionalizante, no Barreiro. Juntas, essas duas unidades de EJA oferecem ensino e material didático gratuitos a cerca de 700 alunos semestralmente.

## ENEM
Resultados na prova do Exame Nacional do Ensino Médio após reformulação da prova, em 2009:
| Ano  | Pontos/Média | Ranking Nacional |
| ---- | ------------ | ---------------- |
| 2009 | 697,78       | 35º              |
| 2010 | 713,61       | 31º              |